# Marshall County (South Dakota)
Marshall County ist ein County im Bundesstaat South Dakota der Vereinigten Staaten. Das U.S. Census Bureau hat bei der Volkszählung 2020 eine Einwohnerzahl von 4306 ermittelt. Der Sitz der Countyverwaltung (County Seat) ist in Britton.

## Geographie
Das County hat eine Fläche von 2294 Quadratkilometern; davon sind 124 Quadratkilometer (5,41 Prozent) Wasserflächen. Er wird in 25 Townships eingeteilt: Buffalo, Dayton, Dumarce, Eden, Fort, Hamilton, Hickman, La Belle, Lake, Lowell, McKinley, Miller, Newark, Newport, Nordland, Pleasant Valley, Red Iron Lake, Sisseton, Stena, Veblen, Victor, Waverly, Weston, White und Wismer.

## Geschichte
Das County wurde am 10. März 1885 gegründet und nach Marshall Vincent benannt, dem Oberbeamten des Day County, aus dem das Marshall County gebildet wurde.
Sechs Bauwerke und Stätten des Countys sind im National Register of Historic Places (NRHP) eingetragen (Stand 6. August 2018).

## Städte und Gemeinden
Städte (cities)
- Britton
- Veblen

Gemeinden (towns)
- Eden
- Lake City
- Langford